# Бальцежан, Эдвард
Эдвард Бальцежан (пол. Edward Balcerzan; род. 13 октября 1937, Волчанск) — польский ученый, писатель, литературовед, литературный критик и переводчик.

## Биографические данные
Эдвард Бальцежан родился в семье учителя физики и математики, завуча Евгения Францевича Бальцежана и учительницы истории и литературы Марии Григорьевны Бальцежан (в девичестве — Животовской) вторым ребёнком после сестры Ираиды (р. 1926). Когда началась Вторая мировая война, Евгения Бальцежана мобилизовали в советскую армию. С 1943 по 1944 год Мария Бальцежан находилась в советском лагере как лицо, проживающее на оккупированной немцами территории. В 1944 году ушла на фронт медсестрой Ираида Бальцежан. Летом 1946 года вместе с матерью Эдвард перебрался в Щецин, где окончил начальную школу и Щецинский лицей N 5 имени Адама Асника.
В 1956—1961 годах он изучал польскую филологию в Университете имени Адама Мицкевича в Познани, принадлежал к Научному кружку полонистов. Был соучредителем журнала «Ветряки». Защитил магистерскую дипломную работу «Повести Станислава Игнаца Виткевича „Прощание с осенью“ и „Ненасытность“».
После окончания университета Эдвард Бальцежан работал библиотекарем в Щецинской политехнике. В 1962 году он начал работать ассистентом на кафедре польской литературы Университета имени Адама Мицкевича.
В 1963 года Бальцежан вступил в Польскую объединённую рабочую партию (ПОРП).
В 1968 году Бальцежан получил звание доктора гуманитарных наук, защитив диссертацию «Бруно Ясенский по-польски и по-русски. Стилистические проблемы двуязычия» под руководством Ежи Зёмека. В том же году был награждён премией имени Александра Брукнера отдела общественных наук ПАН за книгу, основой которой стала докторская работа Бальцежана.
В 1972 году Бальцежан стал хабилитованным доктором на основе работы «Через знаки. Пределы автономии искусства поэзии на материале современной польской поэзии». В том же году стал членом Комитета литературоведения при Польской академии наук (1972—1977, 1981—1983, 1987—1989 гг.) В 1973 году Бальцежан занял должность доцента в Институте польской филологии Университета имени Адама Мицкевича. В 1985 году он был назначен адъюнкт-профессором, а в 1990 году получил звание профессора.
С 1972 года — действительный член академии наук (ПАН), а впоследствии — Польской академии знаний (ПАУ). С 1990 года Бальцежан — заведующий кафедрой теории литературы Университета имени Адама Мицкевича, руководитель Заведения теории литературы этого же университета и член научного совета Института литературных исследований Польской академии наук. Он читал лекции во многих европейских высших учебных заведениях, в частности в Уппсале (1977, 1979, 1984) и Турку (1981—1983). Бальцежан писал и редактировал многочисленные труды по тематике теории литературы, теории перевода, проблем авангардной творчества (особенно Владимира Маяковского, Бруно Ясенского, Юлиана Пшибося, Мирона Бьялошевского и Тимофея Карповича). Осуществлял продвижение присвоения Виславы Шимборской звание почетного доктора Университета Адама Мицкевича.
С 1959 года Эдвард Бальцежан женат на Богуславе Лятавец. Живёт в Познани.

## Творчество
Эдвард Бальцежан впервые опубликовал свое стихотворение в 1950 году в журнале «Мир молодых». Сам он считает своим настоящим дебютом «Сонеты над Одрой», напечатаны в 1955 году в «Жизни и культуре» — литературном приложении издания «Щецинский голос». В том же году Бальцежан стал членом Молодёжного кружка Щецинской организации СПП. Принадлежал к литературно-художественной группировке «Метафора», сотрудничал с радио и журналами.
В 1956—1957 годах Бальцежан публиковал свои поэтические произведения в еженедельнике «Земля и море». Он издал несколько сборников стихов и прозаических книг. В 1962 году получил премию от отдела культуры Щецинского городского совета, а в 1963 году занял второе место в поэтическом конкурсе «Красная роза».
Эдвард Бальцежан — представитель лингвистической течения в польской поэзии, известный автор pl:Moskalik (wiersz). Переводил поэзию, преимущественно русскую — Бориса Пастернака, Геннадия Айги, Саши Чёрного, Тихона Чурилина и Константина Большакова. В 1964 году он был редактором двухнедельника «Структуры» при клубе «Обновление», в 1968—1972 он был руководителем литературного отдела ежемесячного журнала «Течение». Печатался, в частности, в изданиях «Творчество» и «Одра». В восьмидесятых годах сотрудничал с нелегальными журналами в частности с «Независимой культурой». В 1972—1981 годах он занимал должность редактора литературоведческого журнала «Тексты», с 1990 по 1992 год входил в состав редколлегии двухмесячника «Вторые тексты». Также руководил литературной редакцией «Познанского издательства». В начале двухтысячных Бальцежан был постоянным автором познанского ежемесячного культурного журнала «Лист». Эдвард Бальцежан редактировал и издавал произведения Бруно Ясенского и Юлиана Пшибося, заключил антологию «Польские писатели об искусстве перевода. 1440-1974».
В 1961 году Бальцежан вступил в Союз польских писателей (СПП), а со времени её роспуска в 1989 году стал членом Объединения польских писателей (ОПП). Был секретарем Щецинской организации СПП. В 1980—1981 годах Бальцежан был членом правления СПП, а в 1981 году — заместителем председателя Познанской организации СПП. С 1980 года он принимал участие в деятельности «Солидарности» и работал в редакции журнала этой организации «Среда». В апреле 1981 года вышел из ПОРП. С 1988 года относится к членам Польского ПЕН-клуб.

## Произведения

### Поэтические произведения
- 1960 Morze, pergamin i ty
- 1964 Podwójne interlinie
- 1969 Granica na moment. Wiersze, przekłady, pastisze
- 1972 Późny wiek. Poezje
- 2007 Wiersze niewszystkie

### Прозаические произведения
- 1964 Pobyt
- 1972 Któż by nas takich pięknych. Tryptyk
- 2003 Perehenia i słoneczniki (описано украинско-польское детство автора)

### Научные и критические работы
- 1968 Styl i poetyka twórczości dwujęzycznej Brunona Jasieńskiego. Z zagadnień teorii przekładu
- 1971 Oprócz głosu. Szkice krytycznoliterackie
- 1972 Przez znaki. Granice autonomii sztuki poetyckiej. Na materiale poezji polskiej współczesnej
- 1977 Pisarze polscy o sztuce przekładu: 1440—1974: antologia, wyb. E. Balcerzan, Anna Jelec-Legeżyńska i Bogumiła Kluth
- 1982 Kręgi wtajemniczenia. Czytelnik, badacz, tłumacz, pisarz
- 1982 Poezja polska w latach 1939—1965. Część 1. Strategie liryczne
- 1988 Poezja polska w latach 1939—1965. Część 2. Ideologie artystyczne
- 1984 Włodzimierz Majakowski (monografia)
- 1984 Wielojęzyczność literatury i problemy przekładu artystycznego
- 1989 Liryka Juliana Przybosia
- 1990 Przygody człowieka książkowego. (Ogólne i szczególne)
- 1990 Poezja polska w latach 1918—1939
- 1997 Śmiech pokoleń — płacz pokoleń
- 1998 Poezja polska w latach 1939—1968
- 1998 Literatura z literatury (strategie tłumaczy) («Studia o przekładzie», t. 6)
- 2002 Stulecie Przybosia: praca zbiorowa
- 2004 O nowatorstwie («Wykłady Schopenhauerowskie», wykład I)
- 2005 Zuchwalstwa samoświadomości
- Porwani przez przenośnie: o literaturoznawczych metaforach
- 2009 Tłumaczenie jako «wojna światów». W kręgu translatoryki i komparatystyki
- 2013 Literackość: modele, gradacje, eksperymenty

### Переводы
- Sasza Czornyj. Wyspa dzieci, Warszawa 1967
- Gennadij Ajgi. Pola — sobowtóry: wiersze 1954—1994, Poznań 1995

## Премии
- 1962 — Премия от отдела культуры Щецинского городского совета
- 1963 — второе место на конкурсе «Красная роза»
- 1969 — Премия имени Александера Брукнера отдела общественных наук ПАН — за труд «Styl i poetykę twórczości dwujęzycznej Brunona Jasieńskiego»
- 1971 — Премия журнала «Одра» — за книгу «Oprócz głosu. Szkice krytycznoliterackie». PIW, Warszawa 1971
- В 1989 — Премия Фонда литературы — за книгу "Poezja polska w latach 1939—1965, cz. II: Ideologie artystyczne. WSiP, Warszawa 1988
- 1992 — Премия Фонда A. Южиковского в Нью-Йорке в отрасли «теория литературы» за книгу «Przygody człowieka książkowego. (Ogólne i szczególne)». PEN, Warszawa 1990
- 1998 — Премия Польского ПЕН-клуба — за книгу «Śmiech pokoleń — płacz pokoleń». Universitas, Kraków 1997
- 1998 — Премия «Литературы в мире» — за книгу «Literatura z literatury (strategie tłumaczy)». Studia o przekładzie pod red. Piotra Fasta, Nr 6. «Śląsk», Katowice 1998
- 2010 — Премия Мамута «Литературы в мире» — за все творчество в целом
- 2016 — Премия имени Казимира Викі[6]

## Награды и знаки отличия
- Знак отличия «Крест Заслуги»
- Почётная награда города Познань
- Золотая Медаль «За заслуги в культуре Gloria Artis» (январь 2007)[7]
- Почётный доктор Щецинский университета (октябрь 2012)[4]

## Внешние связи
- Интервью Эдварда Бальцежан для группы «PRO Волчанск: Вовчанська Історія»
- Видеоинтервью с Эдвардом Бальцежаном. «Kapituła Nagrody Prezydenta Miasta Gdańska za Twórczość Translatorską im. Tadeusza Boya Żeleńskiego»
- Видеоматериал об Эдварде Бальцежана «Wybitne Postacie Uniwersytetu #6 — prof. Edward Balcerzan»